# Campeonato Sul-Americano de Atletismo Sub-18 de 2016
O Campeonato Sul-Americano de Atletismo Sub-18 de 2016 foi a 23ª edição da competição de atletismo organizada pela CONSUDATLE, para atletas com até 18 anos, classificados como juvenil ou sub-18. O evento foi a primeira edição com a nova nomenclatura, sendo realizado no Centro Deportivo Desarrollo, em Concordia, na Argentina, entre 12 e 13 de novembro de 2016. Contou com a presença de 11 nacionalidades distribuído em 39 provas.

## Medalhistas
Esses foram os resultados do campeonato. 

### Masculino
| Evento                      | Ouro                                 | Ouro     | Prata                               | Prata    | Bronze                            | Bronze   |
| --------------------------- | ------------------------------------ | -------- | ----------------------------------- | -------- | --------------------------------- | -------- |
| 100 metros                  | Vinicius Rocha Moraes · Brasil       | 10.36    | Tryell Peters · Guiana              | 10.68    | Sebastián Hood · Chile            | 10.81    |
| 200 metros                  | Vinicius Rocha Moraes · Brasil       | 21.41    | Cleverson Pereira Junior · Brasil   | 21.93    | Daniel Williams · Guiana          | 22.11    |
| 400 metros                  | Bruno Benedito da Silva · Brasil     | 48.12    | Daniel Williams · Guiana            | 48.57    | Cleverson Pereira Junior · Brasil | 48.94    |
| 800 metros                  | Max Paulo dos Santos · Brasil        | 1:56.79  | Marco Vilca · Peru                  | 1:58.37  | Diego Facundo Alegre · Argentina  | 1:58.98  |
| 1 500 metros                | José Miguel Costa · Brasil           | 4:09.97  | Andrés Mauricio Carrillo · Colômbia | 4:10.44  | Pablo Cárdenas · Chile            | 4:11.01  |
| 3 000 metros                | Jhonathan Pulido · Colômbia          | 8:45.39  | Alexander Huanca · Peru             | 8:46.98  | José Zabala · Argentina           | 8:50.54  |
| 10 km marcha atlética       | David Hurtado · Equador              | 43:16.07 | Sebastián Felipe Merchán · Colômbia | 43:48.63 | Yhojan Melillan · Chile           | 45:08.47 |
| 110 metros barreiras        | Marcos Morley · Equador              | 13.55    | Diego Alejandro Vivas · Colômbia    | 14.27    | Cristobal Victoriano · Chile      | 14.32    |
| 400 metros barreiras        | Caio Giovani Martins · Brasil        | 53.00    | Cristobal Muñoz · Chile             | 53.45    | Luciano Techeira · Uruguai        | 54.48    |
| 2.000 metros com obstáculos | Jeferson Alberto dos Santos · Brasil | 6:00.20  | Edwar Condori · Peru                | 6:02.75  | José Armando Sánchez · Equador    | 6:11.09  |
| Salto em altura             | Francisco Moraga · Chile             | 2.00     | Daniel Williams · Guiana            | 2.00     | Luiz Gustavo de Brito · Brasil    | 2.00     |
| Salto com vara              | Lucca Torres · Brasil                | 4.90     | Agustin Zulueta · Chile             | 4.50     | Eduardo Martín · Chile            | 4.40     |
| Salto em comprimento        | Gabriel Menezes Oliveira · Brasil    | 7.45     | Yeimer Palacios · Colômbia          | 7.45     | Juan David Moreno · Colômbia      | 7.37     |
| Salto triplo                | Gabriel Menezes Oliveira · Brasil    | 15.45    | Yeimer Palacios · Colômbia          | 15.31    | Juan Luis Eguiguren · Chile       | 14.23    |
| Arremesso de peso           | Saymon Hoffmann · Brasil             | 19.67    | Claudio Romero · Chile              | 19.14    | Nicolas Tieri · Argentina         | 18.98    |
| Lançamento de disco         | Saymon Hoffmann · Brasil             | 60.92    | Claudio Romero · Chile              | 60.49    | Vitor Motin · Brasil              | 57.64    |
| Lançamento do martelo       | Alejandro Medina · Paraguai          | 75.18    | Alencar Pereira · Brasil            | 74.39    | Roberto Montiel · Chile           | 67.15    |
| Lançamento do dardo         | Pedro Henrique Rodrigues · Brasil    | 77.30    | Joel Benítez · Venezuela            | 69.10    | Ignacio Toledo · Chile            | 64.83    |
| Decatlo                     | Damian Moretta · Argentina           | 6525     | Nicolás Pérez · Argentina           | 5965     | Diego Arias · Chile               |          |

### Feminino
| Evento                      | Ouro                              | Ouro     | Prata                              | Prata    | Bronze                                | Bronze   |
| --------------------------- | --------------------------------- | -------- | ---------------------------------- | -------- | ------------------------------------- | -------- |
| 100 metros                  | Lorraine Martins · Brasil         | 11.78    | Romina Cifuentes · Equador         | 11.81    | Gabriela Mourão · Brasil              | 11.82    |
| 200 metros                  | Romina Cifuentes · Equador        | 24.44    | Gabriela Mourão · Brasil           | 24.90    | Lorraine Martins · Brasil             | 24.98    |
| 400 metros                  | Tiffani Beatriz Marinho · Brasil  | 54.90    | Tania Caicedo · Equador            | 55.87    | Angie Nagles · Colômbia               | 56.13    |
| 800 metros                  | Pamela Milano · Venezuela         | 2:17.58  | Pamela Dias · Brasil               | 2:18.20  | Valeria Cornejo · Chile               | 2:18.42  |
| 1 500 metros                | María Paula Guerrero · Colômbia   | 4:51.88  | Leidy Ortiz · Colômbia             | 4:54.76  | Isabelle Cristina de Almeida · Brasil | 4:55.63  |
| 3 000 metros                | Agustina Boucherie · Argentina    | 10:26.80 | Virginia Huatorongo · Peru         | 10:28.20 | Sonia Salazar · Peru                  | 10:28.47 |
| 4.600 m marcha atlética     | Glenda Quiñónez · Equador         |          | Maryluz Andia · Peru               |          | Laura Cristina Chalarca · Colômbia    |          |
| 100 metros barreiras        | Micaela Rosa de Mello · Brasil    | 13.54    | Yoveini Mota · Venezuela           | 13.68    | Yuly Andrea Quinto · Colômbia         | 13.95    |
| 400 metros barreiras        | Rita de Cassia Silva · Brasil     | 60.78    | Micaela Rosa de Mello · Brasil     | 61.33    | Oriana Prieto · Argentina             | 62.09    |
| 2.000 metros com obstáculos | Clara Baiocchi · Argentina        | 6:56.62  | Heidi Bola · Colômbia              | 7:03.26  | Giovanna Domene · Brasil              | 7:19.25  |
| Salto em altura             | María Fernanda Murillo · Colômbia | 1.85     | Victoria Rozas · Chile             | 1.73     | María Parra · Venezuela               | 1.70     |
| Salto com vara              | Ana Gabriela Quiñónez · Equador   | 3.90 .   | Carmen Villanueva · Venezuela      | 3.90     | Isabel de Quadros · Brasil            | 3.70     |
| Salto em comprimento        | Yuly Quinto · Colômbia            | 6.13     | Valentina Leiva · Chile            | 5.99w    | Chantoba Bright · Guiana              | 5.94w    |
| Salto triplo                | Leidy Marcela Cuesta · Colômbia   | 13.20w   | Mirieli Santos · Brasil            | 13.08w   | Liz Levrino · Argentina               | 12.32w   |
| Arremesso de peso           | Dayna Toledo · Chile              | 17.24    | Gleice Stefanie de Castro · Brasil | 16.15    | Fernanda Holguin · Equador            | 14.69    |
| Lançamento de disco         | Catalina Bravo · Chile            | 44.57    | Valquiria Meurer · Brasil          | 42.37    | Yosiris Córdoba · Colômbia            | 36.27    |
| Lançamento do martelo       | Mariana García · Chile            | 64.31    | Ximena Zorrilla · Peru             | 60.65    | Antonella Creazzola · Venezuela       | 59.02    |
| Lançamento do dardo         | Yuleixi Angulo · Equador          | 51.20    | Fabielle Ferreira · Brasil         | 49.40    | Yudi Rivera · Equador                 | 46.92    |
| Heptatlo                    | Naiuri Rigo Krein · Brasil        | 4811     | Mariangeles Manno · Argentina      | 4390     | Neurelis Manzanillo · Venezuela       | 4366     |

### Misto
| Evento                 | Ouro | Ouro    | Prata                                                                        | Prata   | Bronze                                                                         | Bronze  |
| ---------------------- | --- | ------- | ---------------------------------------------------------------------------- | ------- | ------------------------------------------------------------------------------ | ------- |
| 4×400 metros estafetas | Brasil · Bruno Benedito da Silva · Rita de Cassia Silva · Tiffani Beatriz Marinho · Cleverson Pereira Junior | 3:30.12 | Chile · Karina Mendoza · Andres Orrego · Katherine Córdoba · Cristóbal Muñoz | 3:36.48 | Colômbia · Angie Nagles · Manuel Henao · María Paula Guerrero · Kevin Angarita | 3:37.24 |

## Quadro de medalhas
A contagem de medalhas foi publicada.
| Ordem | País      | Medalha de ouro | Medalha de prata | Medalha de bronze | Total |
| ----- | --------- | --------------- | ---------------- | ----------------- | ----- |
| 1     | Brasil    | 19              | 9                | 8                 | 36    |
| 2     | Equador   | 6               | 2                | 3                 | 11    |
| 3     | Colômbia  | 5               | 7                | 10                | 21    |
| 4     | Chile     | 4               | 7                | 10                | 21    |
| 5     | Argentina | 3               | 2                | 5                 | 10    |
| 6     | Venezuela | 1               | 3                | 3                 | 7     |
| 7     | Paraguai  | 1               | 0                | 0                 | 1     |
| 8     | Peru      | 0               | 6                | 1                 | 7     |
| 9     | Guiana    | 0               | 3                | 2                 | 5     |
| 10    | Uruguai   | 0               | 0                | 1                 | 1     |